# Ганн, Уильям (крикетист)
Уи́льям Ганн (англ. William Gunn, также известный как Би́лли Ганн (англ. Billy Gunn; 4 декабря 1858 — 29 января 1921) — английский крикетист и футболист. Выступал за крикетный клуб графства Ноттингемшир, за футбольные клубы «Ноттингем Форест», «Ноттс Каунти», а также за крикетную сборную Англии и футбольную сборную Англии.

## Крикетная карьера
Родился в одном из бедных районов Ноттингема. Был бэтсменом крикетного клуба графства Ноттингемшир. Также выступал за крикетную сборную Англии. Его описывали как «элегантного» и «блестящего» игрока в крикет. Он был вынужден практиковаться в игре в крикет по ночам, потому что днём он работал в магазине. В 1890 году был включён в список лучших крикетистов года от альманаха Wisden.

## Футбольная карьера
В 1881 году провел один матч за футбольный клуб «Ноттингем Форест».
С 1881 года выступал за футбольный клуб «Ноттс Каунти» на позиции крайнего левого нападающего. Ганн был высоким (по разным данным, от 190 до 195 см) и длинноруким, обладая способностью вбрасывать мяч с огромных дистанций, практически через всё футбольное поле. Он «зарекомендовал себя как Рори Делап своего времени, бросая мяч на нечеловеческое расстояние… одной рукой». На тот момент правила по вбрасыванию мяча ещё не были формализованы, и Ганн регулярно забрасывал мяч одной рукой со своей половины поля прямо в штрафную площадку соперника, как он это делал в неофициальной игре между сборными Англии и Шотландии в 1882 году, после чего из-за жалоб шотландцев Футбольная ассоциация внесла изменения в правила, разрешавшие вбрасывание мяча только двумя руками из-за головы.
15 марта 1884 года официально дебютировал за национальную сборную Англии в матче Домашнего чемпионата Великобритании против сборной Шотландии на стадионе «Кэткин Парк» в Глазго. Англичане уступили в той игре с минимальным счётом 0:1. Два дня спустя Ганн провёл свой второй (и последний) матч за сборную Англии: это была игра против сборной Уэльса на стадионе «Рейскорс Граунд» в Рексеме, в ней англичане разгромили соперника со счётом 4:0.
22 сентября 1888 года 29-летний Ганн дебютировал в первом в истории розыгрыше Футбольной лиги Англии, сыграв за «Ноттс Каунти» против клуба «Астон Вилла». «Вилла» разгромно победила со счётом 9:1. К сезону 1892/93 Ганн перестал играть в футбол, сыграв за команду 28 матчей (из них 3 в чемпионате), забив 14 голов (из них 1 в чемпионате). В 1890 году стал директором «Ноттс Каунти». В июле 1920 года стал президентом футбольного клуба «Ноттс Каунти».
В альманахе Wisden было упомянуто, что «на протяжении нескольких лет Ганн был одним из самых блистательных футбольных форвардов в стране», однако затем он оставил футбол, сконцентрировавшись на крикете.

## Галерея

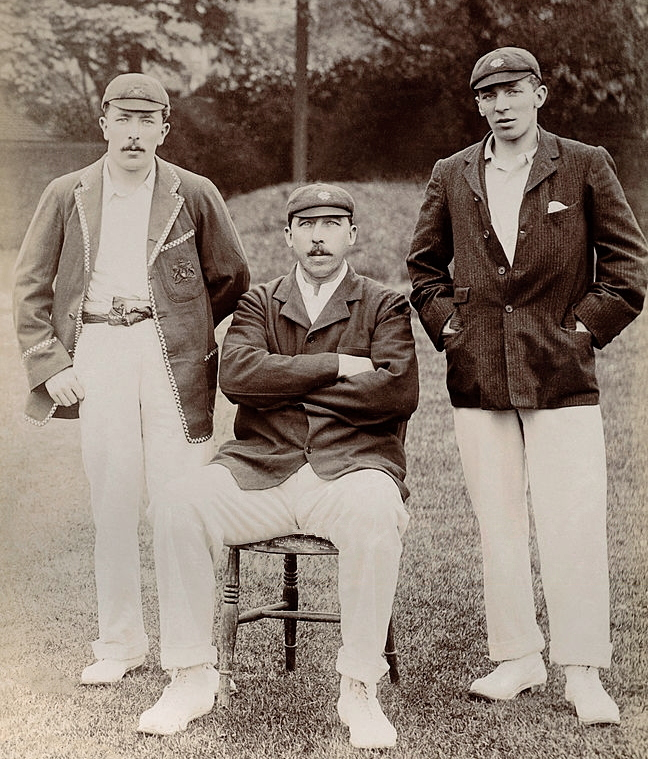
Слева направо: Джон, Билли и Джордж Ганн (около 1904)
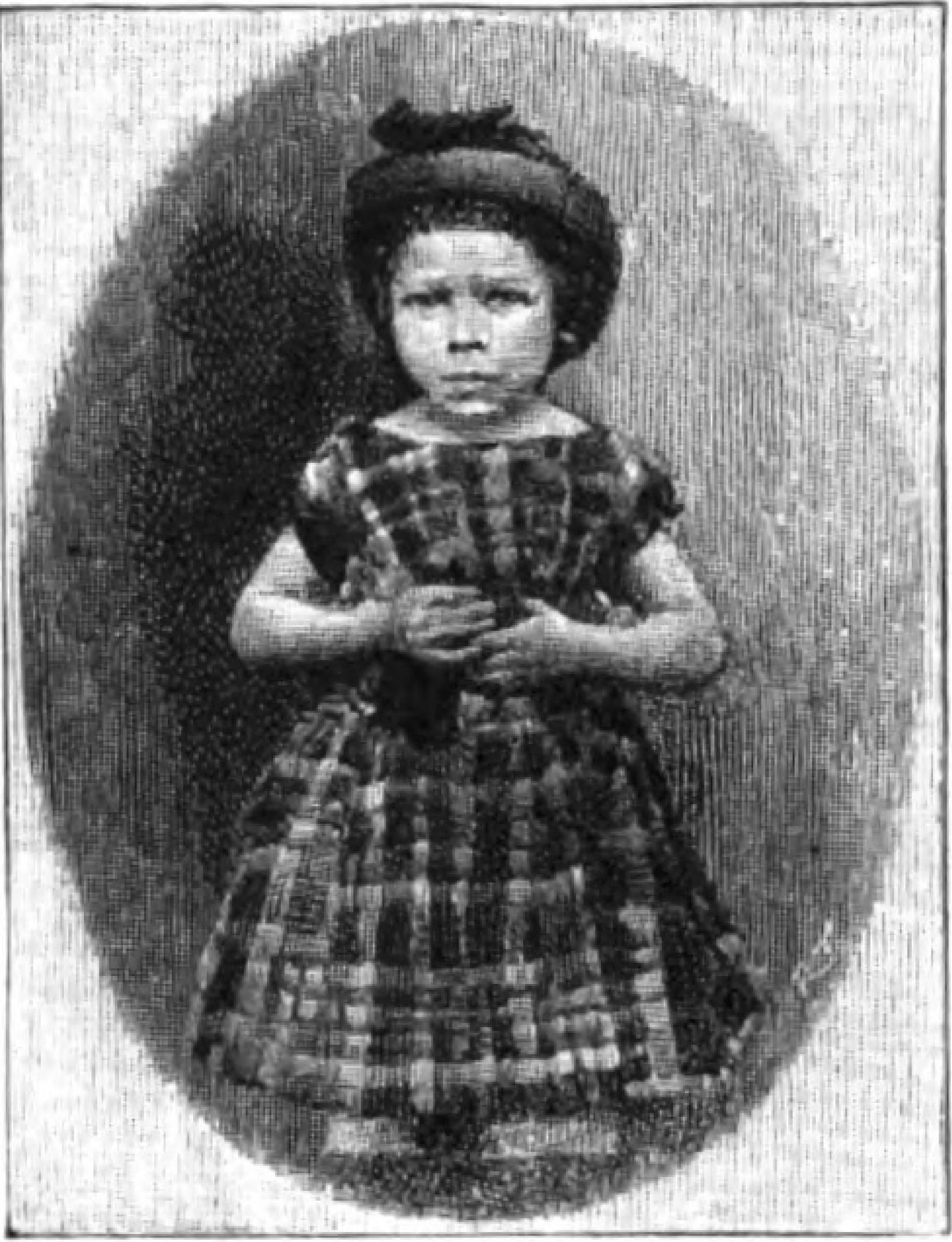
Билли Ганн в возрасте 3 лет
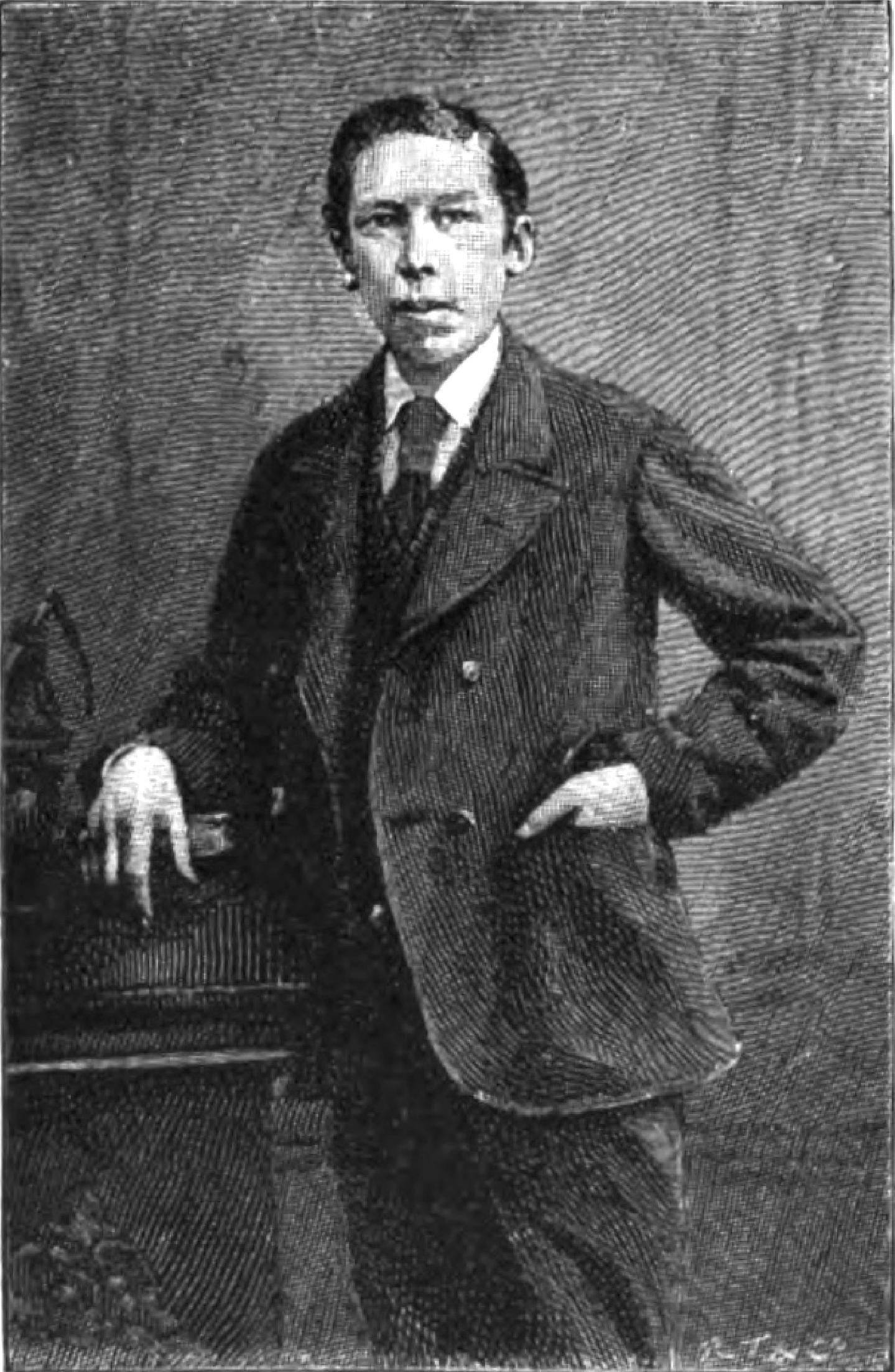
Билли Ганн в возрасте 14 лет
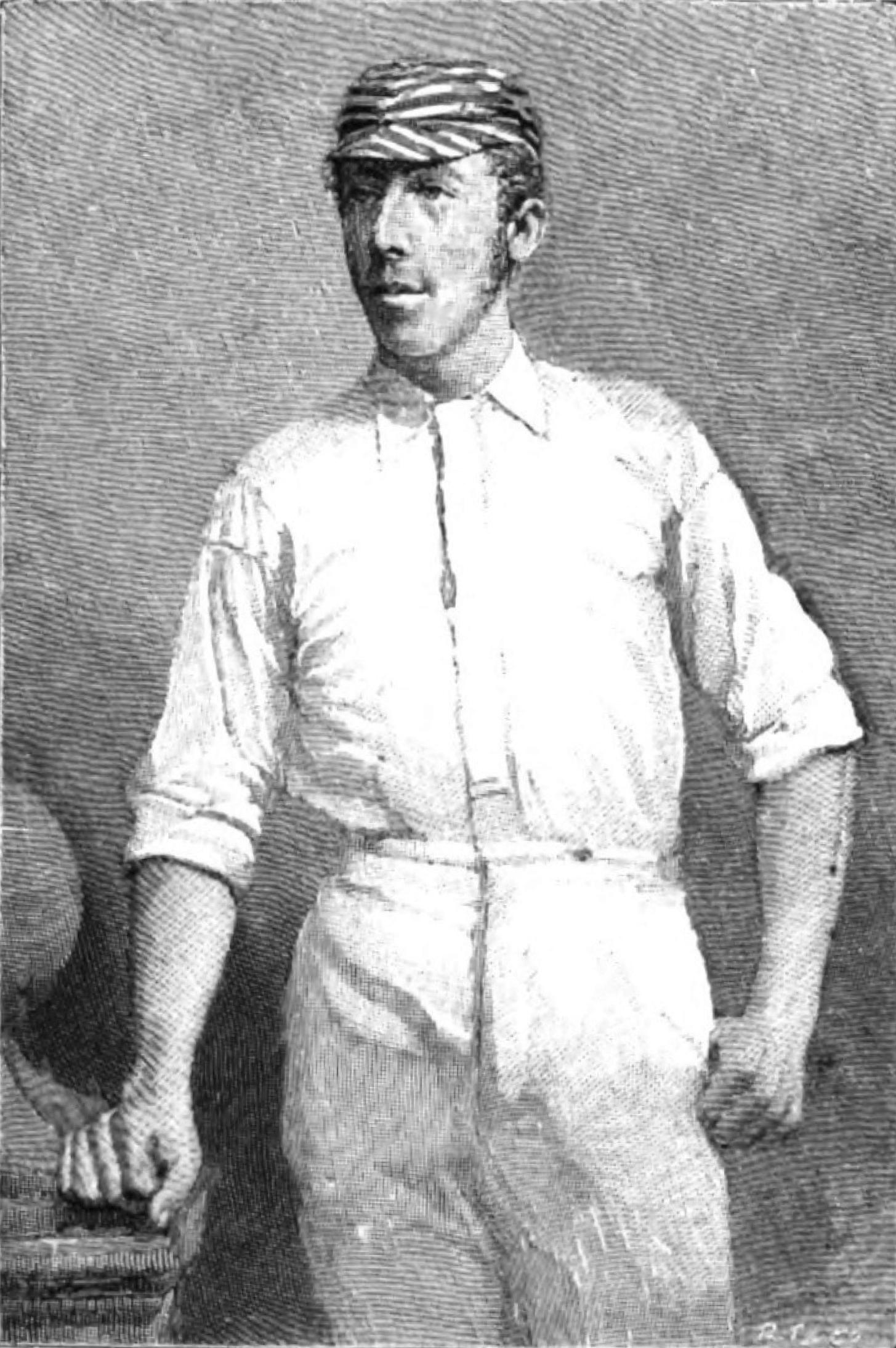
Билли Ганн в возрасте 21 года
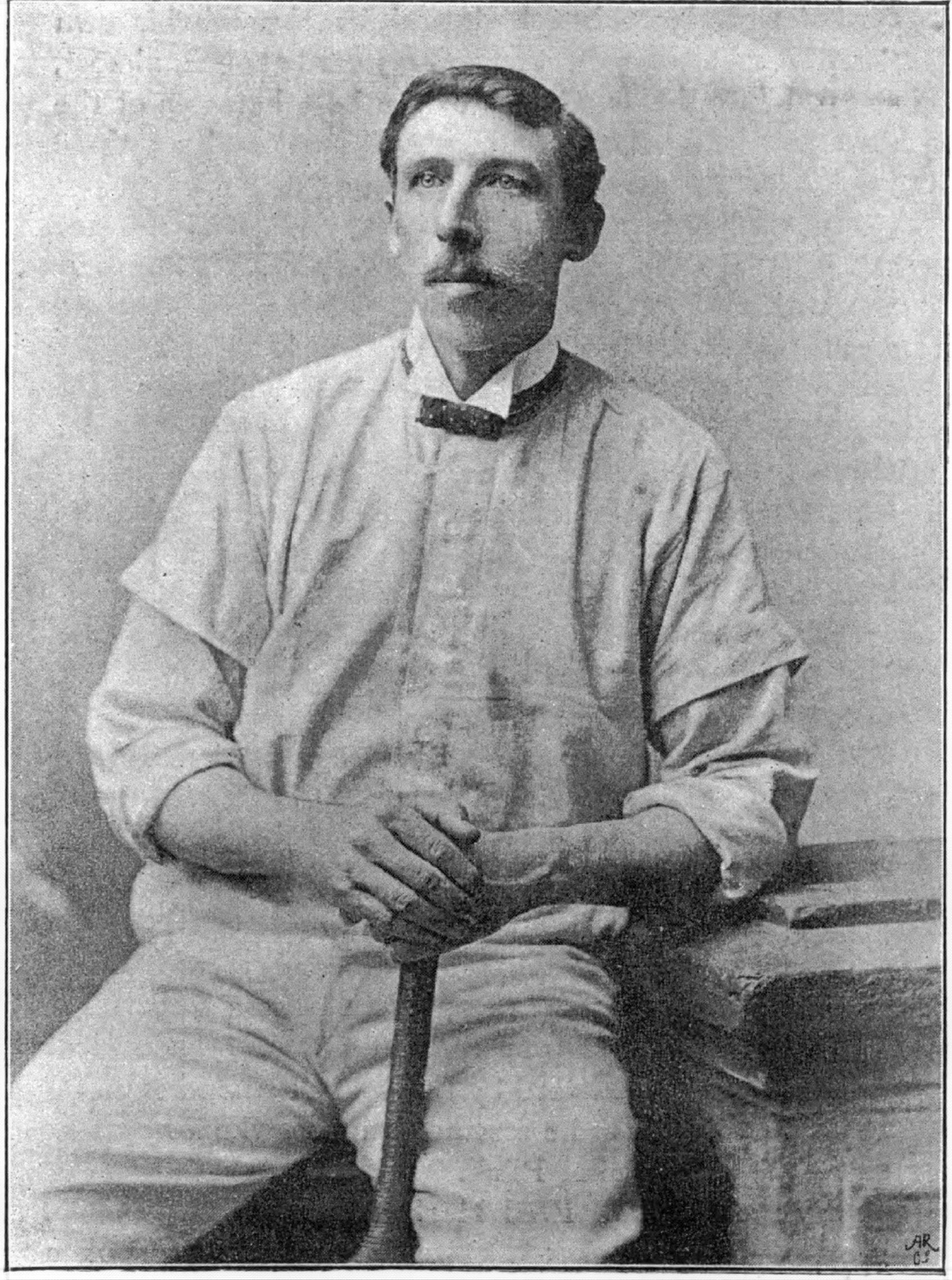
Билли Ганн в возрасте 34 лет
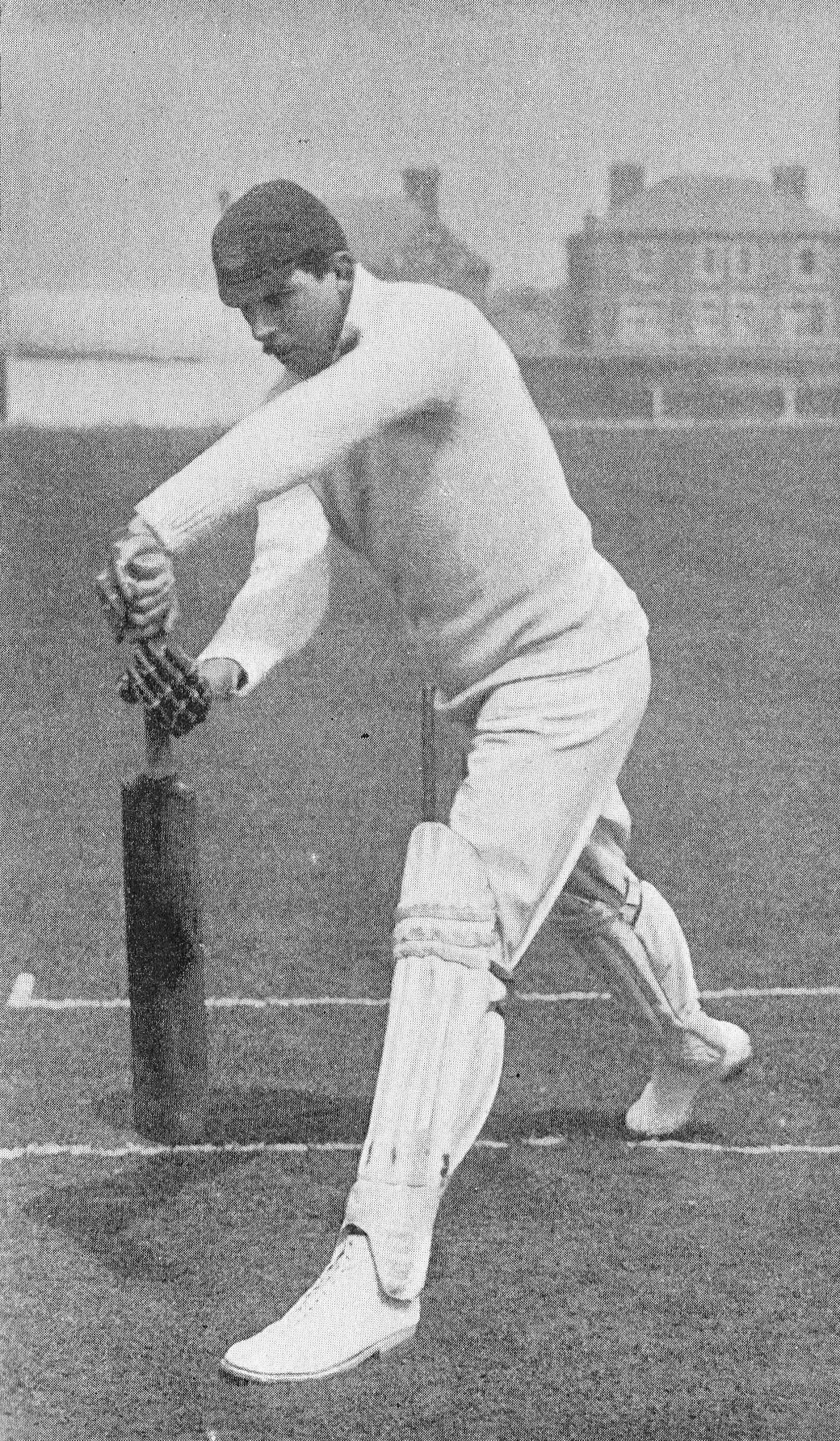
Билли Ганн во время игры в крикет